# Trisetum palmeri
Trisetum palmeri är en gräsart som beskrevs av Albert Spear Hitchcock. Trisetum palmeri ingår i släktet glanshavren, och familjen gräs. Inga underarter finns listade i Catalogue of Life.